# Wojciech Kielar
Wojciech (Albert) Kielar – polski budowniczy i architekt działający w epoce baroku we Lwowie. 
Według kronik wspólnie z Janem Godnym zaprojektował i nadzorował budowę części prezbiterialnej kościoła św. Marii Magdaleny we Lwowie oraz klasztoru, które powstały na początku XVII wieku. W sporządzonym w 1639 testamencie Wojciech Kielar napisał, że wykonał siedemdziesiąt jeden nagrobków na cmentarzu przykościelnym, który wówczas znajdował się przy katedrze ormiańskiej. Prawdopodobnie uczestniczył on również w prowadzonej w 1630 rozbudowie świątyni. 